# Fjällruta
Fjällruta (Thalictrum alpinum) är en lågväxt flerårig ört som blir 10–20 centimeter hög. Fjällruta förekommer i högfjällsområden på norra halvklotet, från den Skandinaviska halvön och österut till Sibirien och i vissa bergsområden som Alperna, Pyrenéerna, Kaukasus och Himalaya. Den växer också på Island, Färöarna och Grönland, samt i norra Nordamerika. 
I Sverige är den vanlig i fjälltrakterna men förekommer också i skogar nedan fjällen. Den växer på något fuktig kalkrik mark.
Fjällrutan har en gracil, ogrenad stjälk och små blommor som bildar en gles klase. Kronbladen är cirka 3 millimeter långa och har en purpurviolett färg. Pollineringen sker med hjälp av vinden. Vid stjälkens bas finns dubbelt parflikiga blad med spröda, närmast runda småblad.

## Etymologi
Fjällrutans artepitet, alpinum, syftar på att den växer i fjälltrakter. Andra äldre svenska namn på fjällruta är fjällängsruta och fjällvera.